# Lakshmeshwar
Lakshmeshwar är en ort i Indien.   Den ligger i distriktet Gadag och delstaten Karnataka, i den södra delen av landet, 1 500 km söder om huvudstaden New Delhi. Lakshmeshwar ligger 636 meter över havet och antalet invånare är 35 140.
Terrängen runt Lakshmeshwar är platt. Runt Lakshmeshwar är det ganska tätbefolkat, med 222 invånare per kvadratkilometer. Lakshmeshwar är det största samhället i trakten. Trakten runt Lakshmeshwar består till största delen av jordbruksmark.